# George Turner (Schriftsteller)
George Reginald Turner (* 8. Oktober 1916 in Melbourne; † 8. Juni 1997 in Ballarat), ein australischer Schriftsteller und Kritiker, wurde bekannt durch Science-Fiction-Romane, die er – für einen Science-Fiction-Autor – erst relativ spät in seinem Leben schrieb.

## Leben
Turner absolvierte seine Schulzeit in Victoria. Im Zweiten Weltkrieg diente er bei der Australian Imperial Force. Danach hatte er verschiedene Brotberufe, um nebenbei zu schreiben. Seine erste Science-Fiction-Geschichte erschien 1978, als er bereits über 60 Jahre alt war. Zu diesem Zeitpunkt war er bereits als Kritiker und Romanschriftsteller erfolgreich, so war ihm z. B. 1962 ein Miles Franklin Award für The Cupboard Under the Stairs verliehen worden. In den 1960ern war er auch als Kritiker von Science-Fiction-Literatur für den Australian Science Fiction Review, The Melbourne Age und Foundation in Erscheinung getreten.
Turners Science-Fiction-Erzählungen zeichnen sich durch ihre detaillierte Extrapolation und ihren ernsthaften Ansatz zu moralischen und sozialen Themen aus. In Romanen wie The Sea and Summer und Genetic Soldier schildert er eine düstere Zukunftsvision als Konsequenz der globalen Erwärmung. Ersterer Roman gewann 1988 einen Arthur C. Clarke Award. Viele seiner Werke wirken sehr australisch und enthalten manchmal Hinweise auf die australischen Ureinwohner, die Aborigines.

## Auszeichnungen
- 1962: Miles Franklin Award für den Roman The Cupboard Under the Stairs
- 1976: William Atheling Jr. Award für Paradigm and Pattern: Form and Meaning in The Dispossessed
- 1977: William Atheling Jr. Award für The And Great Whales Created God
- 1979: Ditmar Award für den Roman Beloved Son
- 1981: William Atheling Jr. Award für Samuel Delany: Victim of Great Applause
- 1981: William Atheling Jr. Award für Frederik Pohl as a Creator of Future Societies
- 1984: Ditmar Award für den Roman Yesterday’s Men
- 1985: William Atheling Jr. Award für In the Heart or in the Head: An Essay In Time Travel
- 1986: William Atheling Jr. Award für Neuromancer
- 1988: Arthur C. Clarke Award für den Roman The Sea and Summer
- 1988: Commonwealth Writers’ Prize, South-East Asia and South Pacific Region für The Sea and Summer als bestes Buch
- 1994: A. Bertram Chandler Memorial Award
- 1994: Ditmar Award für den Roman The Destiny Makers

## Bibliografie
Ethical Culture (Romanserie)
- 1 Beloved Son (1978)
- 2 Vaneglory (1981)
- 3 Yesterday’s Men (1983)

Romane
- Young Man of Talent (1959, auch als Scobie)
- A Stranger and Afraid (1961)
- The Cupboard Under the Stairs (1962)
- A Waste of Shame (1965)
- The Lame Dog Man (1967)
- Transit of Cassidy (1978)
- The Sea and Summer (1987, auch als Drowning Towers, 1988)
  - Deutsch: Sommer im Treibhaus. Suhrkamp, Frankfurt am Main 1991, ISBN 3-518-38322-1.
- Brain Child (1991)
  - Deutsch: Das Menschenprojekt. Suhrkamp, Frankfurt am Main 1997, ISBN 3-518-39287-5.
- The Destiny Makers (1993)
- Genetic Soldier (1994)
- Down There in Darkness (1999)

Sammlung
- A Pursuit of Miracles (1990)

Kurzgeschichten
- In a Petri Dish Upstairs (1978)
- A Pursuit of Miracles (1982)
  - Deutsch: Eine Jagd nach Wundern. In: Wolfgang Jeschke (Hrsg.): Die Pilotin. Heyne Science Fiction & Fantasy #5160, 1994, ISBN 3-453-07775-X.
- Feedback (1983)
- On the Nursery Floor (1985)
- The Fittest (1985)
- Shut the Door When You Go Out (1986)
- Not in Front of the Children (1987)
  - Deutsch: Nicht vor den Kindern. In: Wolfgang Jeschke (Hrsg.): Die wahre Lehre – nach Mickymaus. Heyne Science Fiction & Fantasy #4747, 1991, ISBN 3-453-04487-8.
- Generation Gap (1990)
- I Still Call Australia Home (1990)
- Worlds (1991)
- Flowering Mandrake (1994)
- And Now Doth Time Waste Me (1998)

Autobiografie
- In The Heart Or In The Head: An Essay In Time Travel, 1984 (Autobiographie)
- Off-Cuts (1986)

als Herausgeber
- The View from the Edge. 1977